# Blade Runner (bande originale)
Pour les articles homonymes, voir Blade Runner.
 (mai 2013).
Si vous disposez d'ouvrages ou d'articles de référence ou si vous connaissez des sites web de qualité traitant du thème abordé ici, merci de compléter l'article en donnant les références utiles à sa vérifiabilité et en les liant à la section « Notes et références ».
Albums de Vangelis
Les Chariots de feu
(1981) Antarctica
(1983)
Blade Runner est la bande originale du film de Ridley Scott Blade Runner. Elle a été composée par Vangelis. Demis Roussos (chant), Dick Morrissey (saxophone), Mary Hopkin (chant), The Ink Spots (chanson complète), l'Ensemble Nipponia (chant), Jack Lawrence (composition), Peter Skellern (piano) et Gail Laughton (harpe) comptent parmi les collaborateurs de l'album, comme musiciens ou base d’échantillonnage.

## Versions officielles

### Blade Runner, adaptation orchestrale (1982)
En 1982, en vue de la publication de l'album officiel qui doit accompagner le film à sa sortie, les producteurs du film décident d'ignorer les enregistrements originaux de Vangelis et à la place passent commande auprès du New American Orchestra d'une adaptation en version orchestrale des compositions que Vangelis a faites pour Blade Runner. Pendant plus d'une décennie c'est cet album orchestral qui fera référence.
| Blade Runner, adaptation orchestrale | Blade Runner, adaptation orchestrale | Blade Runner, adaptation orchestrale | Blade Runner, adaptation orchestrale | Blade Runner, adaptation orchestrale | Blade Runner, adaptation orchestrale | Blade Runner, adaptation orchestrale | Blade Runner, adaptation orchestrale | Blade Runner, adaptation orchestrale | Blade Runner, adaptation orchestrale |
| No                                   | Titre                                | Durée                                |                                      |                                      |                                      |                                      |                                      |                                      |                                      |
| ------------------------------------ | ------------------------------------ | ------------------------------------ | ------------------------------------ | ------------------------------------ | ------------------------------------ | ------------------------------------ | ------------------------------------ | ------------------------------------ | ------------------------------------ |
| 1.                                   | Love Theme                           | 4:12                                 |                                      |                                      |                                      |                                      |                                      |                                      |                                      |
| 2.                                   | Main Title                           | 5:01                                 |                                      |                                      |                                      |                                      |                                      |                                      |                                      |
| 3.                                   | One More Kiss, Dear                  | 4:00                                 |                                      |                                      |                                      |                                      |                                      |                                      |                                      |
| 4.                                   | Memories of Green                    | 4:50                                 |                                      |                                      |                                      |                                      |                                      |                                      |                                      |
| 5.                                   | End Title                            | 4:17                                 |                                      |                                      |                                      |                                      |                                      |                                      |                                      |
| 6.                                   | Blade Runner Blues                   | 4:38                                 |                                      |                                      |                                      |                                      |                                      |                                      |                                      |
| 7.                                   | Farewell                             | 3:10                                 |                                      |                                      |                                      |                                      |                                      |                                      |                                      |
| 8.                                   | End Title Reprise                    | 3:08                                 |                                      |                                      |                                      |                                      |                                      |                                      |                                      |
| 33:16                                |                                      |                                      |                                      |                                      |                                      |                                      |                                      |                                      |                                      |

### Themes (1989)
En 1989, Vangelis produit l'album Themes, une compilation qui regroupe essentiellement des musiques de film, pour la plupart inédites. On y retrouve donc, et pour la première fois, les versions originales de Blade Runner End Titles et de Love Theme, ainsi que Memories of Green (qui figurait déjà sur l'album See You Later de 1980).

### Blade Runner (1994)
En 1994, Vangelis livre enfin sa version album de Blade Runner, en reprenant une sélection des bandes originales et en composant également de nouveaux morceaux inspirés par le film. Cet album original qui met en œuvre des techniques plus modernes (notamment au mixage), est donc différent de ce qu'il aurait pu être douze ans plus tôt.
| Blade Runner | Blade Runner              | Blade Runner | Blade Runner | Blade Runner | Blade Runner | Blade Runner | Blade Runner | Blade Runner | Blade Runner |
| No           | Titre                     | Durée        |              |              |              |              |              |              |              |
| ------------ | ------------------------- | ------------ | ------------ | ------------ | ------------ | ------------ | ------------ | ------------ | ------------ |
| 1.           | Main Titles               | 3:42         |              |              |              |              |              |              |              |
| 2.           | Blush Response            | 5:47         |              |              |              |              |              |              |              |
| 3.           | Wait for Me               | 5:27         |              |              |              |              |              |              |              |
| 4.           | Rachel's Song             | 4:46         |              |              |              |              |              |              |              |
| 5.           | Love Theme                | 4:56         |              |              |              |              |              |              |              |
| 6.           | One More Kiss, Dear       | 3:58         |              |              |              |              |              |              |              |
| 7.           | Blade Runner Blues        | 8:53         |              |              |              |              |              |              |              |
| 8.           | Memories of Green         | 5:05         |              |              |              |              |              |              |              |
| 9.           | Tales of the Future       | 4:46         |              |              |              |              |              |              |              |
| 10.          | Damask Rose               | 2:32         |              |              |              |              |              |              |              |
| 11.          | Blade Runner (End Titles) | 4:40         |              |              |              |              |              |              |              |
| 12.          | Tears in Rain             | 3:00         |              |              |              |              |              |              |              |
| 57:32        |                           |              |              |              |              |              |              |              |              |

### Blade Runner Trilogy, édition du25eanniversaire(2007)
L'édition du 25e anniversaire du film est un triple CD. Le premier disque est la version de 1994, le deuxième disque contient des morceaux inédits tirés du film ainsi que d'autres qui n'avaient pas été retenus et vient donc compléter le premier. Quant au troisième disque il contient des créations originales récentes de Vangelis inspirées de l'univers Blade Runner qui s'inscrivent donc dans le prolongement des compositions précédentes.
| 25e anniversaire (2/3) | 25e anniversaire (2/3)   | 25e anniversaire (2/3) | 25e anniversaire (2/3) | 25e anniversaire (2/3) | 25e anniversaire (2/3) | 25e anniversaire (2/3) | 25e anniversaire (2/3) | 25e anniversaire (2/3) | 25e anniversaire (2/3) |
| No                     | Titre                    | Durée                  |                        |                        |                        |                        |                        |                        |                        |
| ---------------------- | ------------------------ | ---------------------- | ---------------------- | ---------------------- | ---------------------- | ---------------------- | ---------------------- | ---------------------- | ---------------------- |
| 1.                     | Longing                  | 1:58                   |                        |                        |                        |                        |                        |                        |                        |
| 2.                     | Unveiled Twinkling Space | 1:59                   |                        |                        |                        |                        |                        |                        |                        |
| 3.                     | Dr. Tyrell’s Owl         | 2:40                   |                        |                        |                        |                        |                        |                        |                        |
| 4.                     | At Mr. Chew’s            | 4:47                   |                        |                        |                        |                        |                        |                        |                        |
| 5.                     | Leo’s Room               | 2:21                   |                        |                        |                        |                        |                        |                        |                        |
| 6.                     | One Alone                | 2:23                   |                        |                        |                        |                        |                        |                        |                        |
| 7.                     | Deckard And Roy’s Duel   | 6:16                   |                        |                        |                        |                        |                        |                        |                        |
| 8.                     | Dr. Tyrell’s Death       | 3:11                   |                        |                        |                        |                        |                        |                        |                        |
| 9.                     | Desolation Path          | 5:45                   |                        |                        |                        |                        |                        |                        |                        |
| 10.                    | Empty Streets            | 6:16                   |                        |                        |                        |                        |                        |                        |                        |
| 11.                    | Mechanical Dolls         | 2:52                   |                        |                        |                        |                        |                        |                        |                        |
| 12.                    | Fading Away              | 3:32                   |                        |                        |                        |                        |                        |                        |                        |
| 43:28                  |                          |                        |                        |                        |                        |                        |                        |                        |                        |

| 25e anniversaire (3/3) | 25e anniversaire (3/3)   | 25e anniversaire (3/3) | 25e anniversaire (3/3) | 25e anniversaire (3/3) | 25e anniversaire (3/3) | 25e anniversaire (3/3) | 25e anniversaire (3/3) | 25e anniversaire (3/3) | 25e anniversaire (3/3) |
| No                     | Titre                    | Durée                  |                        |                        |                        |                        |                        |                        |                        |
| ---------------------- | ------------------------ | ---------------------- | ---------------------- | ---------------------- | ---------------------- | ---------------------- | ---------------------- | ---------------------- | ---------------------- |
| 1.                     | Launch Approval          | 1:54                   |                        |                        |                        |                        |                        |                        |                        |
| 2.                     | Up And Running           | 3:09                   |                        |                        |                        |                        |                        |                        |                        |
| 3.                     | Mail From India          | 3:27                   |                        |                        |                        |                        |                        |                        |                        |
| 4.                     | BR Downtown              | 2:27                   |                        |                        |                        |                        |                        |                        |                        |
| 5.                     | Dimitri’s Bar            | 3:52                   |                        |                        |                        |                        |                        |                        |                        |
| 6.                     | Sweet Solitude           | 6:56                   |                        |                        |                        |                        |                        |                        |                        |
| 7.                     | No Expectation Boulevard | 6:44                   |                        |                        |                        |                        |                        |                        |                        |
| 8.                     | Vadavarot                | 4:14                   |                        |                        |                        |                        |                        |                        |                        |
| 9.                     | Perfume Exotico          | 5:19                   |                        |                        |                        |                        |                        |                        |                        |
| 10.                    | Spotkanie Z Matka        | 5:09                   |                        |                        |                        |                        |                        |                        |                        |
| 11.                    | Piano In An Empty Room   | 3:37                   |                        |                        |                        |                        |                        |                        |                        |
| 12.                    | Keep Asking              | 1:29                   |                        |                        |                        |                        |                        |                        |                        |
| 48:17                  |                          |                        |                        |                        |                        |                        |                        |                        |                        |

## Versions officieuses (bootlegs)

### Version studio (1982)
En juin 1982, plusieurs mois avant la sortie du film, une bande enregistrée, d'une durée d'une heure environ, de la musique que Vangelis a créée pour le film circule dans les milieux proches de l'industrie du cinéma à Los Angeles.

### Off World Music (1993)
En fin d'année 1993, un CD pirate, d'une durée de 72 minutes, contenant une large sélection de morceaux et agrémenté d'un livret fait son apparition. Il contient notamment la version intégrale, longue de sept minutes trente, du titre Blade Runner End Titles, que l'on retrouve sur les disques officiels seulement en différentes versions éditées et raccourcies. Proche en apparence de n'importe quel CD officiel, il est tiré à 2000 exemplaires. La qualité sonore est cependant le plus souvent médiocre, avec de la distorsion et la présence de ronflette en bruit de fond.